# 친춘찬

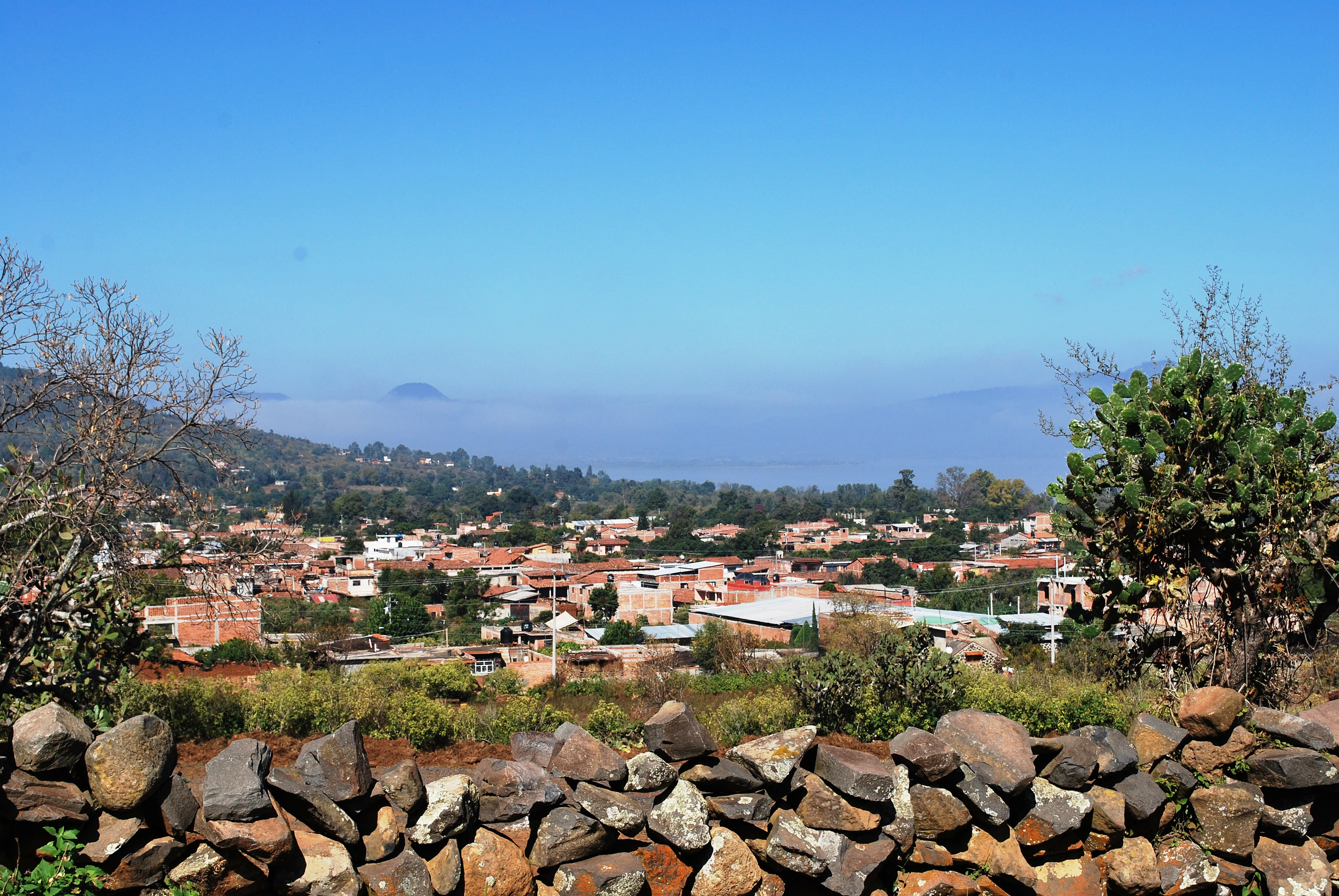

친춘찬(스페인어: Tzintzuntzan)은 멕시코 미초아칸주에 위치한 도시로 면적은 165.15km2, 높이는 2,050m, 인구는 12,259명(2005년 기준)이다. 주도 모렐리아에서 53km 정도 떨어진 곳에 위치한다.